# Šeki
Šeki – wieś w Słowenii, w gminie miejskiej Koper. 1 stycznia 2018 liczyła 12 mieszkańców.